# Semenkare
Semenkare Nebnuni, tudi Nebnun, Nebnennu in Nebennu, je slabo dokazan faraon iz zgodnje Trinajste egipčanske dinastije, ki je vladala v drugem vmesnem obdobju Egipta. Egiptologa  Darrell Baker in  Kim Ryholt menita, da je bil deveti vladar dinastije, medtem ko Jürgen von Beckerath in Detlef Franke v njem vidita osmega faraona dinastije.

## Dokazi
V Torinskem seznamu kraljev je Nebunijevo ime v 11. vrstici 7. kolone, po Gardinerju pa v 11. vrstici 6. kolone. Dolžina njegovega vladanja se je zaradi poškodbe seznama  izgubila. Ohranil se je samo podatek "[...] in 22 dni". Edini izvirni dokaz za Nebunijev obstoj je fajančna stela s podobo faraona pred Ptahom "južno od njegovega zidu" (memfiški pridevek boga) in njegovo podobo pred Horom, "gospodarjem tujih dežel". Na steli sta zpisana Nebunijevo ime in priimek (prenomen). Stelo so odkrili v Gebel el-Zeitu na obali Rdečega morja na Sinaju, kjer so bili egipčanski rudniki galenita.

## Vladanje
Egiptolog Kim Ryholt mu pripisuje dve leti vladanja od 1785-1783 pr. n. št. Egiptologi Rolf Krauss, Detlef Franke in Thomas Schneider mu pripisujejo samo eno leto vladanja leta 1739 pr. n. št. Čeprav je o njegovem vladanju zelo malo znanega, obstoj stele kaže, da so bili faraoni Trinajste dinastije v tistem času še dovolj močni, da so organizirali rudarske odprave  na Sinaj, da bi se oskrbeli s surovinami za izdelavo luksuznih predmetov.
Ryholt ugotavlja, da med Semenkarejem  in njegovim predhodnikom ni nobene sorodstvene povezave in bi zato lahko bil uzurpator.